# Rodney Jack
Rodney Alphonso Jack (ur. 18 września 1972 w Kingstown) – piłkarz z Saint Vincent i Grenadyn występujący na pozycji napastnika.
W barwach Crewe Alexandra rozegrał 123 spotkania i zdobył 24 bramki w First Division. W lidze tej zadebiutował 22 sierpnia 1998 w przegranym 0:1 meczu z Bury, zaś 31 sierpnia 1998 przeciwko Sheffield United (1:3) strzelił swojego pierwszego gola.
W latach 1992–2004 występował w reprezentacji Saint Vincent i Grenadyn. W 1996 został powołany do kadry na Złoty Puchar CONCACAF i zagrał na nim w meczach z Meksykiem (0:5) i Gwatemalą (0:3), Saint Vincent i Grenadyny zaś zakończyły turniej na fazie grupowej.

## Statystyki ligowe
| Rozgrywki                          | Kraj     | Poziom | Klub                                                 | Mecze | Gole |
| ---------------------------------- | -------- | ------ | ---------------------------------------------------- | ----- | ---- |
| First Division                     | Anglia   | II     | Crewe Alexandra                                      | 123   | 24   |
| Second Division, League One        | Anglia   | III    | Crewe Alexandra, Rushden & Diamonds, Oldham Athletic | 122   | 24   |
| Third Division                     | Anglia   | IV     | Torquay United                                       | 87    | 24   |
| League of Ireland Premier Division | Irlandia | I      | Waterford United                                     | 10    | 1    |